# Juan Carlos Elizalde
Juan Carlos Elizalde Espinal (Mezquíriz, 25 de junio de 1960) es un eclesiástico, profesor, teólogo y filósofo católico español. Es el obispo de Vitoria.

## Biografía

### Primeros años y formación
Juan Carlos nació el 25 de junio de 1960, en Mezquíriz, al norte de Navarra, España.
Desde joven tuvo vocación sacerdotal, lo que le llevó a entrar en el seminario de Pamplona donde realizó su formación eclesiástica.

### Sacerdocio
El 3 de octubre de 1987 fue ordenado sacerdote en la Real Colegiata de Santa María de Roncesvalles por José María Cirarda, pasando a ser sacerdote diocesano de la Archidiócesis de Pamplona y Tudela.
Entre 1977 y 1982 obtuvo la licenciatura en Filosofía por la Universidad de Navarra y seguidamente en Teología por la Facultad de Teología del Norte de España situada en la ciudad de Burgos, compaginando su formación con los "Cruzados de Santa María", cuya espiritualidad se basa en una profunda devoción a María. Unos pocos años más tarde, entre 1994 y 1996, se licenció en Teología espiritual por la Universidad Pontificia Comillas de Madrid y, a la misma vez, se especializó en dar retiros y ejercicios espirituales de la mano de los Jesuitas de Salamanca.
Fue director de las residencias universitarias diocesanas “Martín de Azpilicueta” y “Argaray”, entre 1999 y 2004. En 1998 asume las actividades de Pastoral de la Universidad Pública de Navarra, así como de párroco de “Santa María” de Ermitagaña y de “La Sagrada Familia” de Mendebaldea entre 2005 y 2009. También ha sido capellán de la Hermandad de la Paz y Caridad. En 2009 fue nombrado vicario episcopal territorial de la zona de Pamplona-Cuenca-Roncesvalles. Desde 2011 fue profesor de Homilética del CSET “San Miguel Arcángel” y, desde 2012, coordinador del Centro de Dirección Espiritual diocesano en la Capilla de la Divina Misericordia en el oratorio de “San Felipe Neri”. Nombrado prior del Cabildo de Canónigos de la Real Colegiata de Roncesvalles, ocupó el cargo entre 2013 y 2016. Presentó un programa de televisión de ámbito católico, emitido en Navarra Televisión (NATV) titulado "Iglesia Navarra", en el cual se trataban temas de actualidad en esta diócesis foral.

### Episcopado
El 8 de enero de 2016, el papa Francisco lo nombró obispo de Vitoria. Su consagración se realizó el 12 de marzo en la Catedral de María Inmaculada de Vitoria, presidiendo la ceremonia el nuncio apostólico de Su Santidad en España, Renzo Fratini como consagrante principal y los obispos Fidel Herráez Vegas y Miguel José Asurmendi Aramendía como co-consagrantes.
Ha ido trabajando por dar solución a los principales problemas diocesanos, entre los que se encontraban el nulo relevo vocacional —con ningún seminarista— y la atención a jóvenes, migrantes y enfermos. A fecha de diciembre de 2021, son ya veinte los seminaristas en Vitoria, ha reforzado la Pastoral de Migraciones, denunciando públicamente la situación de estos y proponiendo soluciones y ha renovado la Pastoral de la Salud atendiendo a enfermos y ancianos en hospitales, residencias y domicilios. También ha hecho cambios a nivel diocesano y en el Seminario para impulsar una Iglesia diocesana en salida. La Diócesis celebró sus primeros cinco años de episcopado en marzo de 2021. En septiembre de 2022 fue el primer obispo en España que incorporó a tres mujeres en el gobierno diocesano

#### CEE

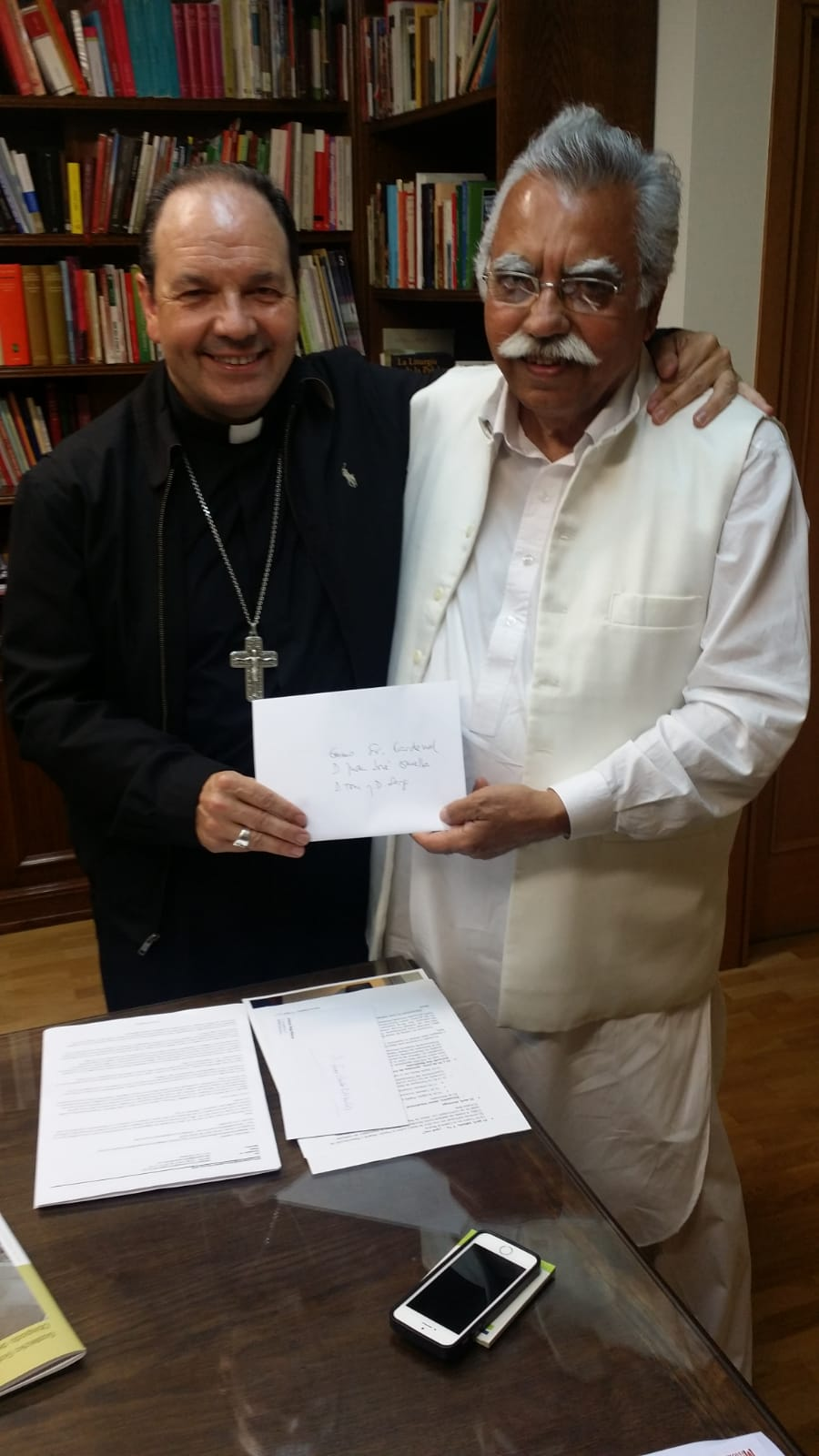
Encuentro entre Ehsan Ullah Khan y el Obispo de Vitoria Juan Carlos Elizalde

En la Iglesia española fue presidente de la Subcomisión Episcopal para las Migraciones y Movilidad Humana durante el cuatrienio 2020-2024. Monseñor Elizalde ha impulsado varias iniciativas contra el empobrecimiento y la explotación de personas, especialmente contra mujeres, niñas y migrantes.
En la actualidad es, desde marzo de 2024, responsable del área de Primer Anuncio de la Comisión Episcopal para la Evangelización, Catequesis y Catecumenado.